# Evangelický hřbitov ve Smilovicích
Evangelický hřbitov ve Smilovicích na Frýdeckomístecku se nachází v obci Smilovice. Má rozlohu 2239 m² (bez pozemků s kaplí a sociálním zařízením).
Hřbitov je ve vlastnictví obce Smilovice; vlastníkem hřbitovní kaple a sociálního zařízení je Farní sbor SCEAV v Komorní Lhotce.

## Historie
Evangelický (luterský) hřbitov ve Smilovicích byl založen roku 1859. 
Roku 1965 bylo u kaple vystavěno sociální zařízení. Roku 1974 byla provedena generální oprava hřbitovní kaple, kdy v kapli byla vestavěna galerie a bylo v ní zavedeno elektrické ohřívání.

## Galerie

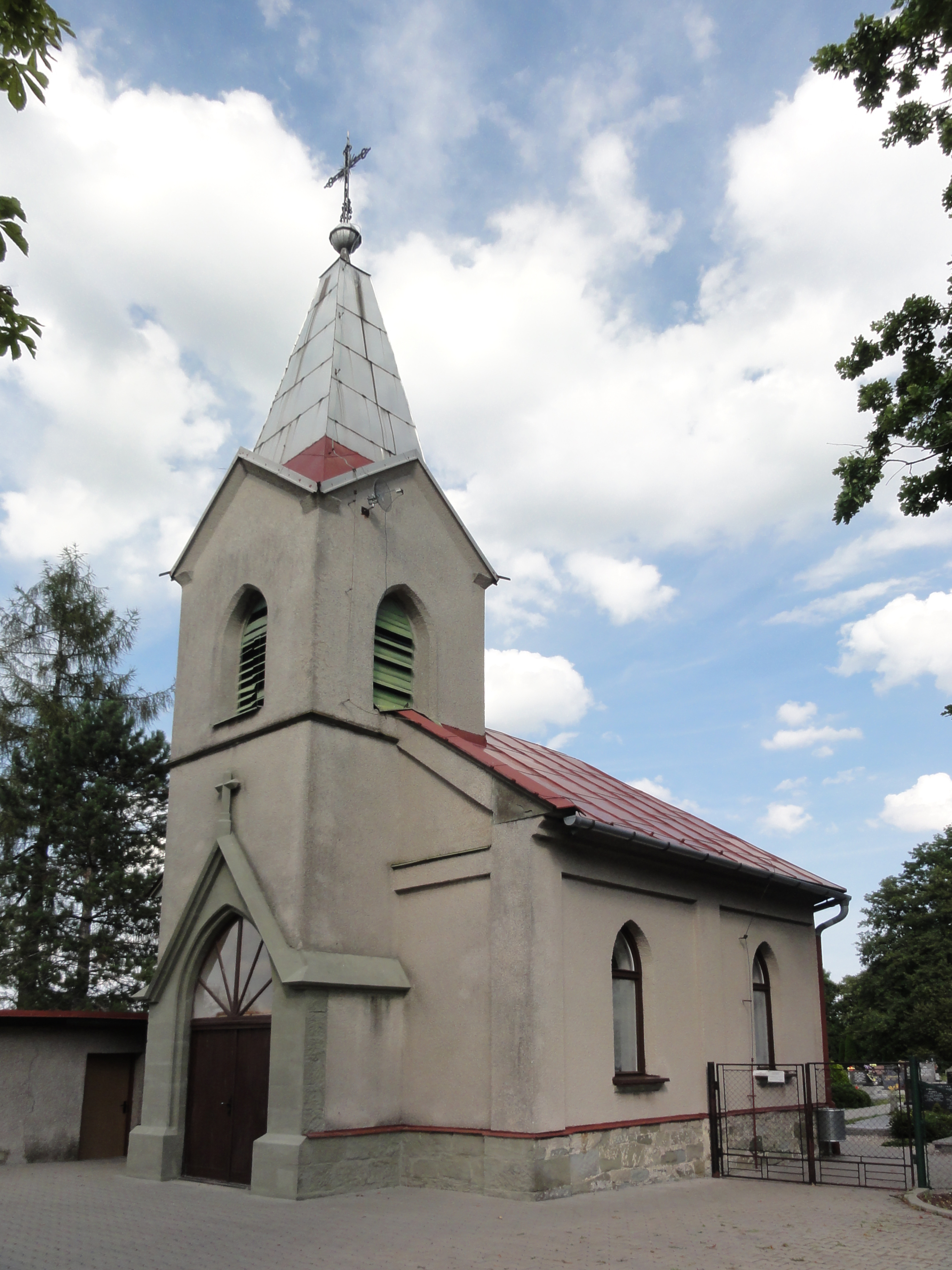
Hřbitovní kaple (2017)
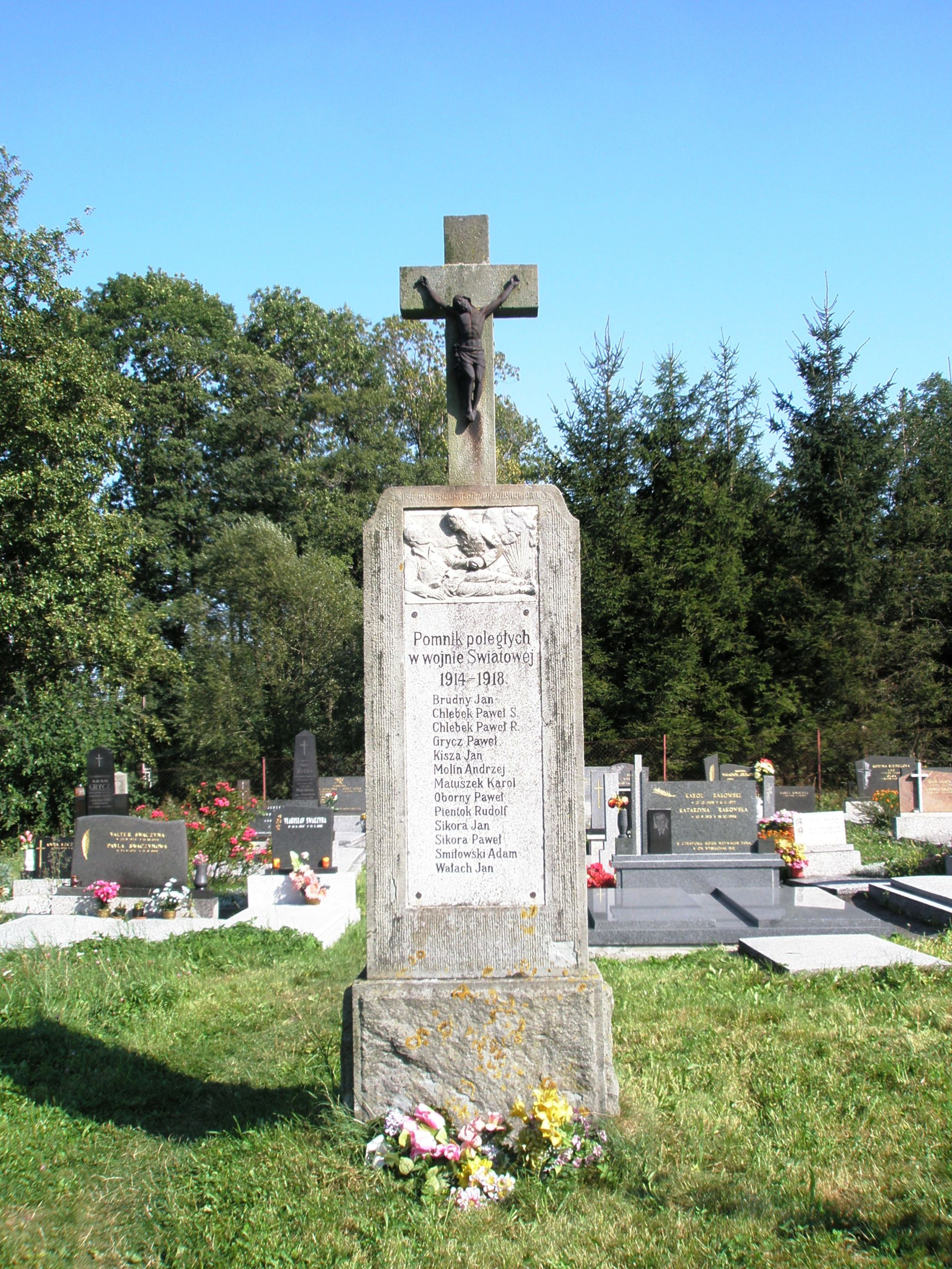
Pomník padlýnm v 1. světové válce
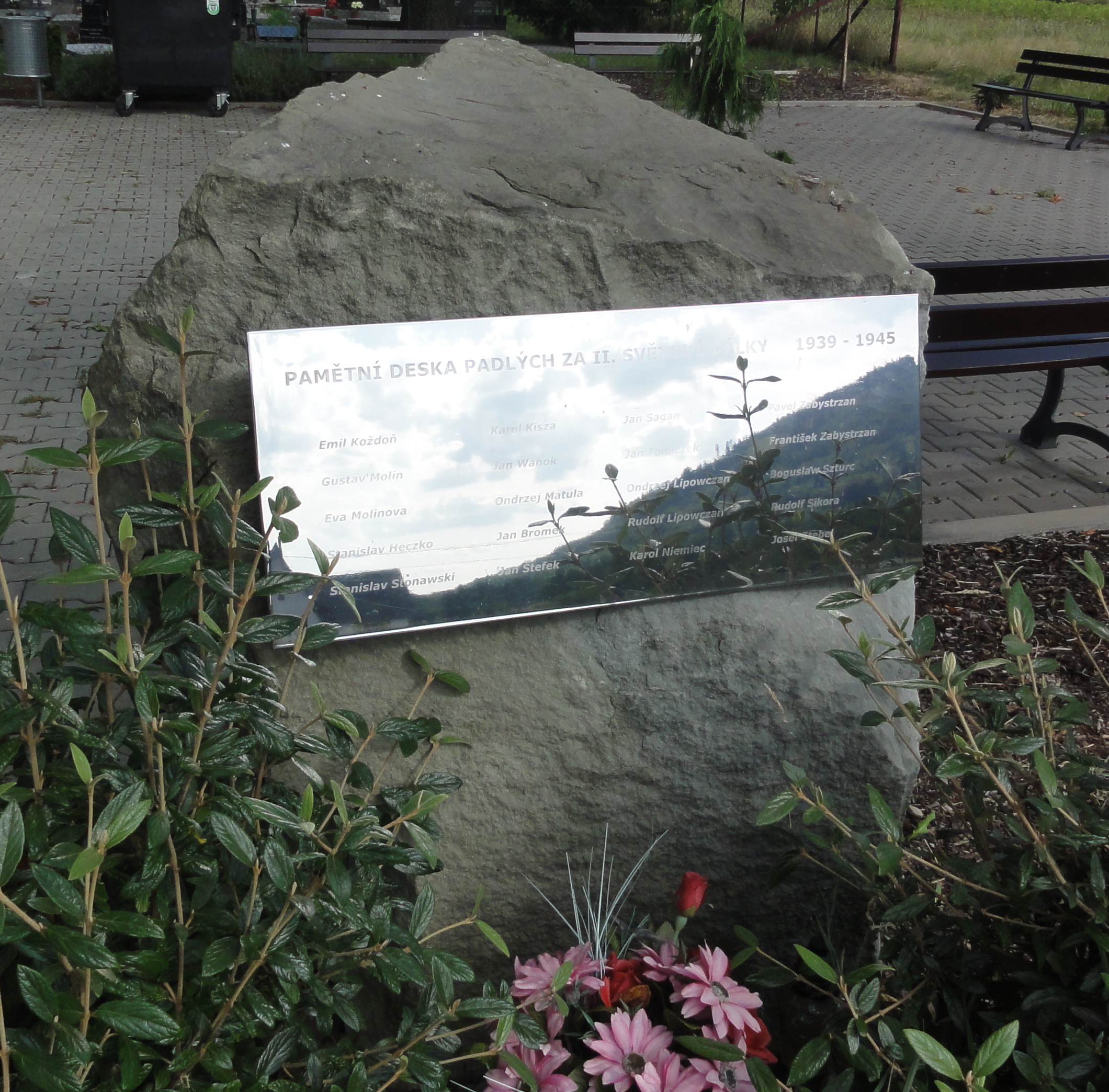
Pomník padlýnm ve 2. světové válce